# 19762 Lacrowder
19762 Lacrowder è un asteroide della fascia principale. Scoperto nel 2000, presenta un'orbita caratterizzata da un semiasse maggiore pari a 2,3259673 UA e da un'eccentricità di 0,1237790, inclinata di 5,90281° rispetto all'eclittica.